# Ursula Hirst

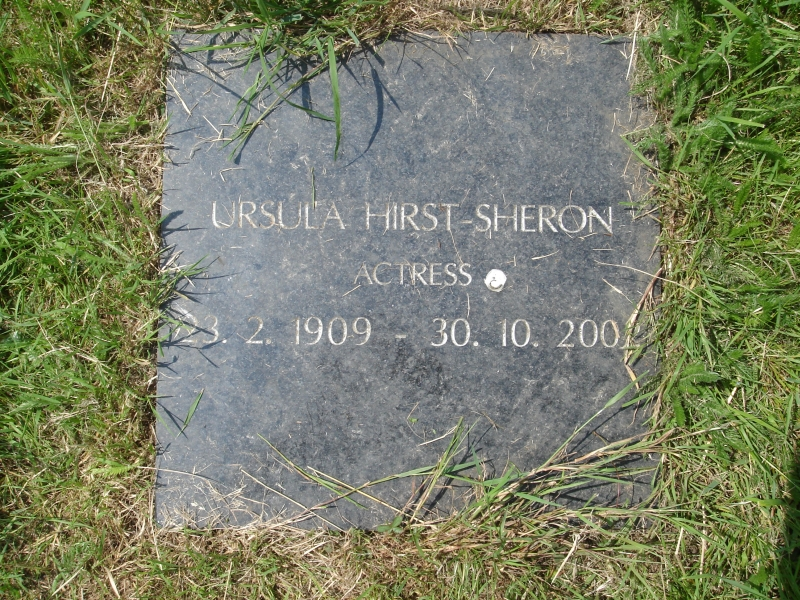
Campa de Ursula Hirst no Cemitério Brompton.

Ursula Hirst-Sheron (23 de fevereiro de 1909 — 30 de outubro de 2002) foi uma atriz britânica.

## Filmografia selecionada
- It's in the Bag (1936)
- Please Turn Over (1959)
- This Is My Street (1964)